# Frankopanska garda Ogulin
Frankopanska garda Ogulina kao udruga osnovana je 30. svibnja 2004. u spomen na postrojbu koja se prvi put spominje 1553. godine. Želja osnivača bila je da se očuvaju i novim generacijama prenesu dijelovi prošlosti i vojne povijesti tog kraja. Ime je dobila po osnivaču grada Ogulina Bernardinu Frankopanu, sinu kneza Stjepana Frankopana, vlastelina Modruškog. U njegovo su vrijeme i nastale prve vojne formacije na tim prostorima.
Frankopanska garda Ogulin čuva i njeguje tradicionalnu odoru i oružje iz doba Vojne krajine, a sadašnja je odora iz vremena Ogulinske pukovnije. Njom je, za vrijeme svojeg službovanja u Ogulinu, zapovijedao ban Josip Jelačić.
Povijesna postrojba Frankopanska garda Ogulin danas ima 50 pripadnika. Među uvjetima koje zainteresirani moraju ispuniti da bi postali njezini pripadnici navodi se, uz ostalo, visina od 182 do 190 cm te starost od 16 do 26 godina. Povijesna je postrojba svoj prvi nastup imala 14. rujna 2004. na proslavi Dana grada Ogulina, a otad su njezini pripadnici, odjeveni u živopisne odore, naoružani kuburama, puškama i sabljama, mnogo puta privlačili pažnju i sudjelovali u važnim događanjima, obljetnicama i susretima u ogulinskom kraju, širom Hrvatske, a i izvan nje. Frankopanska garda Ogulin je članica Saveza povijesnih postrojbi hrvatske vojske.